# Gentiana pubigera
Gentiana pubigera är en gentianaväxtart som beskrevs av Cecil Victor Boley Marquand. Gentiana pubigera ingår i släktet gentianor, och familjen gentianaväxter. Inga underarter finns listade i Catalogue of Life.